# Антонівка (Гайсинський район)
Анто́нівка — село в Україні, у Соболівській сільській громаді Гайсинського району Вінницької області. Населення становить 407 осіб.

## Географія
Селом протікає Безіменна річка, ліва притока Погребної.

## Історія
Село засноване 1650 року. 
17 липня 2020 року, в результаті адміністративно-територіальної реформи і ліквідації Теплицького району, село увійшло до складу Гайсинського району.

## Транспорт
Автобус із Теплика приїжджає до села лише раз на тиждень. На східній околиці села є пункт зупинки Антонівка (з 5 жовтня 2021 року призначений поїзд Київ — Гайворон).